# Elif Jale Yeşilırmak
Elif Jale Yeşilırmak –nacida como Yúliya Guramiyevna Rekvava, en ruso, Юлия Гурамиевна Реквава– (Smolensk, 30 de julio de 1986) es una deportista turca de origen ruso que compite en lucha libre.
Ganó tres medallas en el Campeonato Mundial de Lucha entre los años 2014 y 2018, y cuatro medallas en el Campeonato Europeo de Lucha entre los años 2009 y 2019.
En los Juegos Europeos de Bakú 2015 obtuvo la medalla de bronce en la categoría de 58 kg. Participó en dos Juegos Olímpicos de Verano, ocupando el noveno lugar en Río de Janeiro 2016 y el 16.º lugar en Londres 2012.

## Palmarés internacional
| Representando a Rusia   |                            |                   |           |
| Campeonato Europeo      |                            |                   |           |
| Año                     | Lugar                      | Medalla           | Categoría |
| 2009                    | Vilna (Lituania)           | Medalla de bronce | 59 kg     |
| Representando a Turquía |                            |                   |           |
| Campeonato Mundial      |                            |                   |           |
| Año                     | Lugar                      | Medalla           | Categoría |
| 2014                    | Taskent (Uzbekistán)       | Medalla de bronce | 58 kg     |
| 2015                    | Las Vegas (Estados Unidos) | Medalla de bronce | 58 kg     |
| 2018                    | Budapest (Hungría)         | Medalla de plata  | 59 kg     |
| Juegos Europeos         |                            |                   |           |
| Año                     | Lugar                      | Medalla           | Categoría |
| 2015                    | Bakú (Azerbaiyán)          | Medalla de bronce | 58 kg     |
| Campeonato Europeo      |                            |                   |           |
| Año                     | Lugar                      | Medalla           | Categoría |
| 2012                    | Belgrado (Serbia)          | Medalla de bronce | 63 kg     |
| 2018                    | Kaspisk (Rusia)            | Medalla de oro    | 59 kg     |
| 2019                    | Bucarest (Rumania)         | Medalla de bronce | 59 kg     |